# 1983 NBA Draft
1983 NBA Draft – National Basketball Association Draft, który odbył się 28 czerwca 1983 w Nowym Jorku.

## Legenda
Pogrubiona czcionka – wybór do All-NBA Team.
|  | - występ w NBA All-Star Game. |

Gwiazdka (*) – członkowie Basketball Hall of Fame.

## Runda pierwsza
| Nr | Zawodnik              | Narodowość        | Drużyna NBA            | College/Drużyna                 |
| -- | --------------------- | ----------------- | ---------------------- | ------------------------------- |
| 1  | Ralph Sampson* (C)    | Stany Zjednoczone | Houston Rockets        | University of Virginia          |
| 2  | Steve Stipanovich (C) | Stany Zjednoczone | Indiana Pacers         | University of Missouri          |
| 3  | Rodney McCray (SF)    | Stany Zjednoczone | Houston Rockets        | University of Louisville        |
| 4  | Byron Scott (SG)      | Stany Zjednoczone | San Diego Clippers     | Arizona State University        |
| 5  | Sidney Green (PF)     | Stany Zjednoczone | Chicago Bulls          | University of Nevada            |
| 6  | Russell Cross (C)     | Stany Zjednoczone | Golden State Warriors  | Purdue University               |
| 7  | Thurl Bailey (SF)     | Stany Zjednoczone | Utah Jazz              | North Carolina State University |
| 8  | Antoine Carr (SF)     | Stany Zjednoczone | Detroit Pistons        | Wichita State University        |
| 9  | Dale Ellis (SG)       | Stany Zjednoczone | Dallas Mavericks       | University of Tennessee         |
| 10 | Jeff Malone (SG)      | Stany Zjednoczone | Washington Bullets     | Mississippi State University    |
| 11 | Derek Harper (PG/SG)  | Stany Zjednoczone | Dallas Mavericks       | University of Illinois          |
| 12 | Darrell Walker (SG)   | Stany Zjednoczone | New York Knicks        | University of Arkansas          |
| 13 | Ennis Whatley (PG)    | Stany Zjednoczone | Kansas City Kings      | University of Alabama           |
| 14 | Clyde Drexler* (SG)   | Stany Zjednoczone | Portland Trail Blazers | University of Houston           |
| 15 | Howard Carter (SG)    | Stany Zjednoczone | Denver Nuggets         | Louisiana State University      |
| 16 | Jon Sundvold (PG)     | Stany Zjednoczone | Seattle SuperSonics    | University of Missouri          |
| 17 | Leo Rautins (SF)      | Kanada            | Philadelphia 76ers     | University of Syracuse          |
| 18 | Randy Breuer (C)      | Stany Zjednoczone | Milwaukee Bucks        | University of Minnesota         |
| 19 | John Paxson (PG)      | Stany Zjednoczone | San Antonio Spurs      | Notre Dame University           |
| 20 | Roy Hinson (C)        | Stany Zjednoczone | Cleveland Cavaliers    | Rutgers University              |
| 21 | Greg Kite (C)         | Stany Zjednoczone | Boston Celtics         | Brigham Young University        |
| 22 | Randy Wittman (SG)    | Stany Zjednoczone | Washington Bullets     | University of Indiana           |
| 23 | Mitchell Wiggins (SG) | Stany Zjednoczone | Indiana Pacers         | Florida State University        |
| 24 | Stewart Granger (PG)  | Kanada            | Cleveland Cavaliers    | Villanova University            |

Gracze spoza pierwszej rundy tego draftu, którzy wyróżnili się w czasie gry w NBA to: Mark West, Doc Rivers, Craig Ehlo, Bobby Hansen, Sedale Threatt.
Wybór Manute Bola został oprotestowany z powodu młodego wieku gracza. Dwa lata później Bol został wybrany przez Washington Bullets.